# The Texas Chainsaw Massacre (franquicia)
The Texas Chainsaw Massacre es una serie de películas de terror estadounidenses que consta de nueve películas del género slasher, varios cómics y una adaptación a videojuego de la película original. La primera cinta, The Texas Chain Saw Massacre, dirigida por Tobe Hooper y escrita y producida por Hooper y Kim Henkel, fue lanzada en 1977. Hooper también dirigió la primera secuela de la película original, sin embargo, las otras secuelas han tenido varios escritores y directores adjuntos a ellos. Hooper no ha tenido ninguna implicación directa con el resto de las secuelas; sin embargo, él coprodujo la nueva versión de la película original y también produjo su precuela, junto con Henkel. Las películas han recaudado más de 203 millones de dólares en la taquilla mundial.
Leatherface y su familia son los antagonistas en todas las películas de la franquicia. El ciclo de cine ocupa el octavo lugar en la taquilla de Estados Unidos - en dólares de 2008 ajustados - en comparación con otras franquicias de horror estadounidense. La franquicia comenzó cuando lanzó el videojuego de The Texas ChainSaw Massacre ocho años después del estreno de la película, seguido de diversos libros de historietas, tres secuelas, la versión de una, y una precuela del remake.

## Películas
| Película                                                | Director                          | Guionista                    | Productor                                                                    |
| The Texas Chain Saw Massacre (1974)                     | Tobe Hooper                       | Kim Henkel y Tobe Hooper     | Tobe Hooper                                                                  |
| The Texas Chainsaw Massacre 2 (1986)                    | Tobe Hooper                       | L. M. Kit Carson             | Yoram Globus y Menahem Golan                                                 |
| Leatherface: Texas Chainsaw Massacre III (1990)         | Jeff Burr                         | David Schow                  | Robert Engelman                                                              |
| The Texas Chainsaw Massacre: The Next Generation (1994) | Kim Henkel                        | Kim Henkel                   | Robert Kuhn y Kim Henkel                                                     |
| The Texas Chainsaw Massacre (2003)                      | Marcus Nispel                     | Scott Kosar                  | Michael Bay, Mike Fleiss, Kim Henkel y Tobe Hooper                           |
| The Texas Chainsaw Massacre: The Beginning (2006)       | Jonathan Liebesman                | Sheldon Turner               | Michael Bay, Mike Fleiss, Kim Henkel, Brad Fuller, Andrew Form y Tobe Hooper |
| Texas Chainsaw 3D (2013)                                | John Luessenhop                   | Adam Marcus y Debra Sullivan | Mark Burg, Carl Mazzocone                                                    |
| Leatherface (2017)                                      | Alexandre Bustillo y Julien Maury | Seth M. Sherwood             | Christa Campbell                                                             |
| Texas Chainsaw Massacre (2022)                          | David Blue García                 | Chris Thomas Devlin          | Fede Álvarez, Rodo Sayagues, Kim Henkel, Ian Henkel y Pat Cassidy            |

### Orden cronológico
| Orden cronológico "original"                            |
| ------------------------------------------------------- |
| The Texas Chain Saw Massacre (1974)                     |
| The Texas Chainsaw Massacre 2 (1986)                    |
| Leatherface: Texas Chainsaw Massacre III (1990)         |
| The Texas Chainsaw Massacre: The Next Generation (1994) |
| Orden cronológico Reinicio                              |
| The Texas Chainsaw Massacre: The Beginning (2006)       |
| The Texas Chainsaw Massacre (2003)                      |
| Orden cronológico "segunda parte"                       |
| Leatherface (2017)                                      |
| The Texas Chain Saw Massacre (1974)                     |
| Texas Chainsaw 3D (2013)                                |
| Orden cronológico "tercera parte"                       |
| The Texas Chain Saw Massacre (1974)                     |
| Texas Chainsaw Massacre (2022)                          |

## Descripción
The Texas Chainsaw Massacre 2 (1986) se establece trece años después de los acontecimientos de la primera película. A pesar de que logró recuperar su presupuesto relativamente pequeño, la película no fue considerada un éxito financiero. Desde su lanzamiento inicial, sin embargo, se ha desarrollado un culto propio. A diferencia de su predecesor, que combinaba un mínimo de sangre con una naturaleza documental, la secuela es una película de horror cómica, llena de humor negro y efectos gore creado por el maestro del maquillaje Tom Savini. La película cuenta con un aspecto por el novelista Kinky Friedman, así como un cameo del crítico de cine Joe Bob Briggs. El cameo de Briggs fue cortado originalmente en la edición, pero fue restaurada de la versión el corte del director de la película cuando se estrenó en DVD.
Leatherface: Texas Chainsaw Massacre III (1990) es un seguimiento de las dos películas anteriores. Protagonizada por Kate Hodge, Ken Foree y Viggo Mortensen; fue dirigida por Jeff Burr. A la vez, fue considerada como la primera de varias secuelas de la serie para ser producidos por New Line Cinema. Sin embargo, no fue un éxito comercial, y New Line no tuvo mayor participación en la franquicia. The Texas Chainsaw Massacre: The Next Generation es una secuela de 1994 de la original The Texas Chain Saw Massacre (1974). Se ignora en gran medida los acontecimientos de las secuelas anteriores y se establece veintitrés años después de la película original. Algunos críticos y fanes consideran que es una nueva versión debido a la similitud de muchas escenas a tiros en el original. Como resultado de esto, The Next Generation no goza de buena reputación entre los aficionados al cine de terror, así como tampoco entre la crítica. Es protagonizada por Renée Zellweger y Matthew McConaughey, en ese entonces ninguno de ellos se habían convertido aún en grandes estrellas de cine.
La versión de 2003, The Texas Chainsaw Massacre, dirigido por Marcus Nispel, escrito por Scott Kosar y producido por Michael Bay, se basa en los acontecimientos de la primera película, sin embargo, en su mayor parte, se sigue una trama diferente. Una diferencia importante entre las dos películas, por ejemplo, es que en lugar de recoger al psicótico hermano de Leatherface, el grupo encuentra a una sobreviviente traumatizada que se pega un balazo en su camioneta. La película da a Leatherface una historia de fondo, un nombre real (Thomas Brown Hewitt), así como una posible razón de sus máscaras, una enfermedad de la piel que ha causado putrefacción en la nariz. La versión recibió una respuesta mixta por parte de la crítica tras la liberación, pero fue un éxito financiero suficiente para dar lugar a una precuela.  The Texas Chainsaw Massacre: The Beginning, que tiene lugar en 1969, es una precuela estrenada en 2006 dirigida por Jonathan Liebesman, escrito por Sheldon Turner y producida por Michael Bay. Se exploran las raíces de la familia de Leatherface y profundiza en su pasado. La primera máscara de Leatherface se ofrece, así como el primer asesinato que comete utilizando una motosierra.
La séptima película, Texas Chainsaw 3D, es una secuela directa de la película original de 1974. La película está dirigida por John Luessenhop, escrito por Sheldon Turner, Kim Henkel, Adam Marcus, Stephen Susco, Kirsten Elms, Debra Sullivan, y es producida por Mark Burg y Carl Mazzocone, sin embargo el film recibió malas críticas tanto de los medios como del público, tuvo un mediano éxito en la taquilla.
La octava película de la franquicia fue anunciada el 13 de enero de 2013 debido al medio éxito de Texas Chainsaw 3D, los productores de Millennium Films idearon una precuela a la que llamarían Texas Chainsaw 4 y que empezarían a grabar en ese mismo año en el estado de Luisiana. A pesar de que ha habido más de una media docena de películas de la franquicia, incluyendo los distintos remakes y precuelas, si la cinta llegaría con el nombre de Texas Chainsaw 4 muchos lo llegarían a tomar como una secuela de la tercera película Leatherface: Texas Chainsaw Massacre III, entonces el presidente de Millennium Films, Avi Lerner compartió que el proyecto fue llevado a él por Christa Campbell y Lati Grobman y así cambiar el título y nuevamente la trama con la colaboración de Lionsgate acordando para terminar y distribuir nuevamente el proyecto. El 12 de mayo de 2017, la productora Christa Campbell, anuncio su fecha de salida para el mes de octubre del mismo año. La película tuvo un adelantado lanzamiento en el FrightFest 2017 el 25 de agosto seguido de un estreno exclusivo a través del servicio de satélite DirecTV el 21 de septiembre y otra amplia distribución a través de Vídeo bajo demanda respetando la condición de un lanzamiento definitivo para el 20 de octubre. también fue seleccionado como parte de la programación para el Screamfest Horror Film Festival, que se desarrollara desde el 10 a 19 de octubre de ese mismo año en el Teatro Chino de Grauman.
Tras el estreno de Leatherface, los productores obtuvieron los derechos para hacer cinco películas más de Texas Chainsaw Massacre. La productora Christa Campbell declaró que el destino de las posibles películas dependería en gran medida de la recepción financiera y las reacciones percibidas de los fanáticos con respecto a la precuela de 2017. Lionsgate y Millennium Films perdieron los derechos de la franquicia en diciembre del mismo año debido al tiempo que tomó estrenarla. Posteriormente, Legendary Entertainment adquirió los derechos de la franquicia con interés en desarrollar proyectos de televisión y cine.
La novena película, Texas Chainsaw Massacre, tiene lugar 50 años después de los acontecimientos de la original Texas Chain Saw Massacre y está en continuidad con la serie original. La película está protagonizada por Sarah Yarkin, Elsie Fisher, Moe Dunford, Nell Hudson, Jessica Allain, Olwen Fouéré, Jacob Latimore y Alice Krige. Además, Mark Burnham interpreta a un Leatherface mayor, reemplazando a Gunnar Hansen, mientras que Olwen Fouéré interpreta a Sally Hardesty, reemplazando a Marilyn Burns. Los directores originales, Ryan y Andy Tohill, fueron despedidos una semana después del inicio del rodaje y fueron reemplazados por David Blue Garcia. Chris Thomas Devlin escribió el guion con la historia de Fede Álverez y Rodo Sayagues. La película se saltó un estreno en cines y, en cambio, se lanzó en Netflix, el 18 de febrero de 2022. La película recibió críticas en su mayoría negativas.
Se está desarrollando una décima película próxima, Texas Chainsaw Legacy.

## Taquilla
Al comparar The Texas Chainsaw Massacre con las otras franquicias más taquilleras de películas de terror como A Nightmare on Elm Street, Friday the 13th, Halloween, la saga de Hannibal Lecter, Psycho, Saw y Scream. The Texas Chainsaw Massacre es el octava saga de terror más taquillera en los Estados Unidos, con una recaudación combinada de $ 304,6 millones, sólo superando a la serie de películas Child's Play con aproximadamente $ 203 millones. La serie es superada por las franquicias Friday the 13th con $ 687,1 millones,
  A Nightmare on Elm Street con $ 592,8 millones, y Halloween con $ 557,5 millones.
| Película                                                   | Fecha de Lanzamiento (US)                    | Presupuesto | Taquilla      | Taquilla    | Taquilla     | Referencias |
| Película                                                   | Fecha de Lanzamiento (US)                    | Presupuesto | United States | Foreign     | Worldwide    | Referencias |
| ---------------------------------------------------------- | -------------------------------------------- | ----------- | ------------- | ----------- | ------------ | ----------- |
| 1. The Texas Chain Saw Massacre (1974)                     | 1 de octubre de 1974                         | $140,000    | $30,859,000   |             | $30,859,000  | [ 17 ]      |
| 2. The Texas Chainsaw Massacre 2 (1986)                    | 22 de agosto de 1986                         | $4,700,000  | $8,025,872    |             | $8,025,872   | [ 18 ]      |
| 3. Leatherface: Texas Chainsaw Massacre III (1990)         | 12 de enero de 1990                          |             | $5,765,562    |             | $5,765,562   | [ 19 ]      |
| 4. The Texas Chainsaw Massacre: The Next Generation (1994) | 22 de septiembre de 1995 August 29, 1997 (y) |             | $185,898      |             | $185,898     | [ 21 ]      |
| 5. The Texas Chainsaw Massacre (2003)                      | 17 de octubre de 2003                        | $9,500,000  | $80,571,655   | $26,500,000 | $107,071,655 | [ 22 ]      |
| 6. The Texas Chainsaw Massacre: The Beginning (2006)       | 6 de octubre de 2006                         | $16,000,000 | $39,517,763   | $12,246,643 | $51,764,406  | [ 23 ]      |
| 7. Texas Chainsaw 3D (2013)                                | 4 de enero de 2013                           | $20,000,000 | $34,341,945   | $12,900,000 | $47,241,945  |             |
| 8. Leatherface (2017)                                      | 20 de octubre de 2017                        |             |               | $887,392    | $887,392     |             |
| Total                                                      | Total                                        | $50,340,000 | $199,258,695  | $52,543,035 | $251,801,730 |             |

## Crítica
| Película                                         | Rotten Tomatoes    | Rotten Tomatoes      | Rotten Tomatoes      | Metacritic       | CinemaScore | IMDb                | FilmAffinity       |
| Película                                         | Crítica            | Críticos importantes | Audiencia            | Metacritic       | CinemaScore | IMDb                | FilmAffinity       |
| ------------------------------------------------ | ------------------ | -------------------- | -------------------- | ---------------- | ----------- | ------------------- | ------------------ |
| The Texas Chain Saw Massacre                     | 88% (65 críticas)  | 79% (14 críticas)    | 82% (202 050 votos)  | 80 (12 críticas) |             | 7.4 (164 880 votos) | 6.7 (44 715 votos) |
| The Texas Chainsaw Massacre 2                    | 50% (32 críticas)  |                      | 44% (50 576 reseñas) | 42 (13 críticas) |             | 5.6 (34 171 votos)  | 4.4 (2 699 votos)  |
| Leatherface: Texas Chainsaw Massacre III         | 13% (15 críticas)  |                      | 31% (36 232 votos)   | 30 (10 críticas) |             | 5.0 (17 465 votos)  | 4.2 (1 206 votos)  |
| The Texas Chainsaw Massacre: The Next Generation | 16% (37 críticas)  | 25% (8 reseñas)      | 18% (31 042 votos)   | 50 (11 críticas) |             | 3.3 (23 792 votos)  | 2.8 (2 678 votos)  |
| The Texas Chainsaw Masacre                       | 37% (158 críticas) | 23% (43 reseñas)     | 58% (400 336 votos)  | 38 (33 críticas) | B+          | 6.2 (144 388 votos) | 5.6 (14 130 votos) |
| The Texas Chainsaw Massacre: The Beginning       | 15% (88 críticas)  | 4% (26 reseñas)      | 53% (491 589 votos)  | 30 (18 reseñas)  | C+          | 5.8 (73 930 votos)  | 4.9 (8 488 votos)  |
| Texas Chainsaw 3D                                | 19% (79 críticas)  | 9% (23 reseñas)      | 40% (116 997 votos)  |                  | C+          | 4.8 (52 325 votos)  | 4.2 (1 557 votos)  |
| Leatherface                                      | 27% (44 críticas)  | 36% (11 reseñas)     | 24% (2 634 votos)    | 40 (12 críticas) |             | 5.0 (24 683 votos)  | 4.5 (2 382 votos)  |
| Texas Chainsaw Massacre                          | 31% (155 críticas) | 24% (29 reseñas)     | 25% (1 000 votos)    | 34 (28 críticas) |             | 4.7 (53 420 votos)  | 4.4 (4 816 votos)  |
| Promedio                                         | 33%                | 29%                  | 42%                  | 43               | B-          | 5.3                 | 4.6                |

## Futuro
Después del lanzamiento de Leatherface, los productores de esta adquirieron los derechos de propiedad para hacer un total de 5 entregas futuras para la franquicia, en abril de 2015, la productora Christa Campbell afirmó que el destino de las películas potenciales de esta saga, dependería en gran medida de la evaluación financiera y las reacciones percibidas de la base de fanes con respecto a la precuela de 2017.
Sin embargo, el 26 de diciembre de 2017 el sitio web Bloody Disgusting informó que Christa Campbell y Millenium Films habían perdido los derechos de la saga. Un fan en Twitter le pregunto a Campbell sí habría una secuela para la película del 2017, ella respondió: "Me encanto esta pelicula y estoy muy orgullosa", agregó la productora "Desafortunadamente, debido al tiempo que tardo en lanzarse, lamentablemente hemos perdido los derechos... así que no... o al menos no producida por nosotros".. Esto significa que la serie The Texas Chainsaw Massacre se encuentra en espera de que una productora compre los derechos para continuar la saga o hacer un nuevo reinicio.
El 24 de agosto de 2018, se confirma que Legendary Pictures ha adquirido los derechos de la franquicia, el estudio ya se encuentra preparando una nueva película además de una serie de televisión. El siguiente año, el 19 de septiembre fue revelado que Fede Álvarez (Evil Dead, Don't Breathe) será el productor de la próxima película. En noviembre de 2019, Deadline reportó que el recién llegado Chris Thomas Devlin será el encargado de escribir el guion del reboot que al parecer serviría como una secuela directa de la película de 1974.
En febrero del 2020, Ryan Tohill y Andy Tohill fueron anunciados para dirigir la siguiente entrega. La trama de la película se enfocará ahora en un Leatherface de 60 años, su historia girará en torno a las hermanas Melody y Dreama. Melody es una joven de 25 años que trabaja como una productora de dinero de San Francisco quien se lleva a su hermana menor con ella hacia Texas para un viaje de negocios por temor de dejarla sola en la ciudad. Dreama es una adolescente fotógrafa aficionada quien està en silla de ruedas y presuntamente "discapacitada". El 24 de agosto de 2020, una semana después de dar inicio al rodaje de la entrega, los hermanos Tohill abandonaron sus puestos como directores y fueron reemplazados por David Blue Garcia. En marzo de 2021, Álvarez aclara que la producción de la película ha sido completada.
El 15 de abril de 2021, se anunció que la película será titulada Texas Chainsaw Massacre y también se cofirmó que la película tendrá una clasificación R. Mark Burnham ha sido escogido para interpretar a Leatherface, papel interpretado originalmente por Gunnar Hansen, mientras que Olwen Fouéré tomará el papel de Sally Hardesty, papel interpretado originalmente por Marilyn Burns. El guion fue escrito por Chris Thomas Devlin. La película estará protagonizada por Elsie Fisher junto a Sara Yarkin, Moe Dunford y Alice Krige, también en su elenco están incluidos Jacob Latimore, Nell Hudson, Jessica Allain, Sam Douglas, William Hope y Jolyon Coy.